# Michael O'Neill (acteur)
Pour les articles homonymes, voir O'Neill.
Michael O'Neill est un acteur américain, né le 4 avril 1947 à Baltimore (États-Unis).

## Biographie
Michael O'Neill est diplômé de l'université d'Auburn en 1974.

## Carrière
Avec une carrière qui s'étend sur trois décennies, il a souvent interprété des représentants de la loi ou des officiers de haut rang.
Il est particulièrement connu pour son rôle de l'agent spécial Ron Butterfield, membre du Secret Service et chef de la sécurité du président Josiah Bartlet, dans À la Maison-Blanche.
Il a également joué le rôle de Richard Walsh, directeur administratif de la Cellule anti-terroriste dans les deux premiers épisodes de 24 Heures chrono.
Il a aussi interprété le sergent-major Ron Cheals dans la série d'action The Unit : Commando d'élite.

## Filmographie

### Cinéma
- 1981 : Le Fantôme de Milburn (Ghost Story) de John Irvin : Churchill
- 1989 : Mélodie pour un meurtre (Sea of Love) d'Harold Becker : Raymond Brown
- 1989 : An Unremarkable Life d'Amin Q. Chaudhri : Michael
- 1992 : Un flingue pour Betty Lou (The Gun in Betty Lou's Handbag) d'Allan Moyle : Jergens
- 1992 : Jennifer 8 (Jennifer Eight) de Bruce Robinson : Angelo Serato
- 1992 : Lorenzo (Lorenzo's Oil) de George Miller : Le psychologue de l'école
- 1995 : Bushwhacked de Greg Beeman : Jon Jordan
- 1996 : The Sunchaser de Michael Cimino : Agent Moreland
- 1998 : Dancer, Texas, le rêve de la ville (Dancer, Texas Pop. 81) de Tim McCanlies : Mr Lusk
- 1998 : Standoff d'Andrew Chapman : Le gourou (voix)
- 1999 : Mod Squad (The Mod Squad) de Scott Silver : Détective Carl Greene
- 2000 : La Légende de Bagger Vance (The Legend of Bagger Vance) de Robert Redford : O.B. Keeler
- 2000 : Traffic de Steven Soderbergh : Rodman, l'avocat
- 2002 : The Board Room de Mike Wollaeger : Walters
- 2003 : Dreamcatcher : L'Attrape-rêves (Dreamcatcher) de Lawrence Kasdan : le général Matheson
- 2003 : Le Secret des frères McCann (Secondhand Lions) de Tim McCanlies : Ralph
- 2003 : Pur Sang, la légende de Seabiscuit (Seabiscuit) de Gary Ross : M. Pollard
- 2004 : De pères en fils (Around the Bend) de Jordan Roberts : Un cowboy
- 2007 : Transformers de Michael Bay : Tom Banacheck
- 2008 : Le Prix du silence (Nothing But the Truth) de Rod Lurie : Le directeur de la CIA
- 2008 : A Quiet Little Marriage de Mo Perkins : Bruce
- 2010 : Green Zone de Paul Greengrass : le colonel Bethel
- 2010 : Flying Lessons de Derek Magyar : le chef Dobbs
- 2011 : J. Edgar de Clint Eastwood : un membre du Congrès
- 2013 : Dallas Buyers Club de Jean-Marc Vallée : Richard Barkley
- 2014 : The Grim Sleeper de Stanley M. Brooks : Détective Simms
- 2018 : Indivisible de David G. Evans : l'aumônier Rogers
- 2018 : Danger One de Tom Oesch : Beckwith
- 2019 : Clemency de Chinonye Chukwu : Aumônier David Kendricks
- 2020 : The Stand at Paxton County de Brett Hedlund : Dell Connelly
- 2023 : Air de Ben Affleck : Joe Dean
- 2025 : War of the Worlds de Rich Lee

### Courts métrages
- 2002 : Rooftop Kisses d'Andrew Bernstein : Le père
- 2015 : Silent War de Joel Gretsch : Sergent Major Smith
- 2020 : Cold Call de Katherine Cronyn : Christian
- 2022 : Bound de Jaye Pniewski : Jason Koss

### Télévision

#### Séries télévisées
- 1981 : Quincy : Un camarade
- 1990 : HELP, la brigade des urgences (H.E.L.P.) : Cabot
- 1992 : La Loi de Los Angeles (L.A. Law) : Robert Moran
- 1994 : Un drôle de shérif (Picket Fences) : Un juré
- 1994 - 1995 : Des jours et des vies (Days of our Lives) : Père Jansen
- 1995 : One West Waikiki : Agent Wells
- 1996 : The Cape : Keith Mason
- 1996 : The Lazarus Man : Parker Dawson
- 1996 : Promised Land : Ranger Dan McKean
- 1997 : Le Caméléon (The Pretender) : Captain Harrigan
- 1997 : Millennium : Calvin Smith
- 1997 : Shining : Dr Daniel Edwards
- 1998 : X-Files : Aux frontières du réel (X-Files) : Le capitaine de la police
- 1999 : Roswell : Phillip Evans
- 1999 : JAG : Commandant Bradley / Major Général Harold Rossing
- 1999 - 2006 : À la Maison-Blanche (The West Wing) : Agent Ron Butterfield
- 2000 : Chicago Hope : La Vie à tout prix (Chicago Hope) : Bill Wyzinski
- 2001 : New York Police Blues (NYPD Blue) : Capitaine Chuck Dowling
- 2001 : Diagnostic : Meurtre (Diagnosis Murder) : Sheriff Buck O'Hara
- 2001 : 24 Heures chrono (24) : Richard Walsh
- 2001 : Boston Public : Dr. Bernard Colbert
- 2002 : Ally McBeal : Dr Colbert
- 2002 : FBI : Portés disparus (Without a Trace) : Thomas Shannon
- 2003 : La Caravane de l'étrange (Carnivàle) : Shérif Lyle Donovan
- 2003 : The Practice : Donnell et Associés (The Practice) : Juge Robert Temple
- 2003 : American Crime : Shérif Smyth
- 2003 : Amy : Dave Sherman
- 2003 : Preuve à l'appui (Crossing Jordan) : Chris Benz
- 2004 : LAX : Alonso Mathews
- 2005 : Boston Justice : Dr Robert McLean
- 2005 : Cold Case : Affaires classées (Cold Case) : Warren Cousins
- 2005 : Urgences (ER) : Colonel Ken Kilner
- 2005 : Commander in Chief : Wilcox
- 2006 : Close to Home : Juste Cause (Close to Home) : Don Wheeler
- 2006 : 3 lbs. : James Wills
- 2006 : The Nine : 52 heures en enfer (The Nine) : Pete Burton
- 2006 : Laws of Chance : Wyatt
- 2007 : Retour à Lincoln Heights (Lincoln Heights) : Le capitaine
- 2007 : The Unit : Commando d'élite (The Unit) : Ron Cheals
- 2007 : K-Ville : Père Dennehy
- 2007 : Esprits criminels (Criminal Minds) : Détective Yarbough
- 2008 : Women's Murder Club : Agent du FBI Ted Thorne
- 2008 : Mentalist : Shérif Nelson
- 2008 : Prison Break : Herb Stanton
- 2008 : Leverage : Juge Roy
- 2008 : Mon meilleur ennemi (My Own Worst Enemy) : Alexander DeSantos
- 2009 : Sons of Anarchy : Juge Franklin
- 2009 : Ghost Whisperer : Nolan
- 2009 : American Wives : Révérend Bankerd
- 2009 : FlashForward : Keller, le directeur de la CIA
- 2010 : Fringe : Sheriff Velchik
- 2010 : Numbers : Boyd Keene
- 2010 : Grey's Anatomy : Gary Clark
- 2010 : Miami Medical : Dr Bruce Kaye
- 2010 : Los Angeles, police judiciaire (Law and Order : Los Angeles) : Jeb Monroe
- 2010 / 2012 : NCIS : Enquêtes spéciales (NCIS) : Riley McCallister
- 2011 : The Glades : Trent Staley
- 2011 : Suspect numéro un New York (Prime Suspect) : Commandant Wells
- 2012 : Les Experts : Miami (CSI : Miami) : Jerry Blackburn
- 2012 : Vegas : Maire Ted Bennett
- 2012 - 2013 : La Diva du divan (Necessary Roughness) : Hank Griffin
- 2013 : Rizzoli & Isles : Jonathan McKnight
- 2014 : Bates Motel : Nick Ford
- 2013 - 2016 : Rectify : Sénateur Roland Foulkes
- 2014 : Extant : Alvin Sparks
- 2015 : Manhattan : Le psychiatre
- 2015 : Battle Creek : Conseiller Prickett
- 2016 : 22.11.63 (11.22.63) : Arliss Price
- 2017 - 2018 : S.W.A.T. : Carl Luca
- 2018 : Scandal : Lonnie Mencken
- 2018 : Shooter - saison 3 : Raymond Brooks
- 2018 : The Resident : Joshua Williams
- 2018 : The Romanoffs : Ron Hopkins
- 2019 : Jack Ryan : Sénateur Mitchell Chapin
- 2020 : Messiah : Cameron Collier
- 2020 : Councils of Dads : Larry Mills
- 2021 : This Is Us : Arlo
- 2021 : NCIS : Los Angeles : Général Richard Collins
- 2022 : Échos (Echoes) : Victor McCleary

#### Téléfilms
- 1993 : La Vérité à tout prix (Victim of Love : The Shannon Mohr Story) de John Cosgrove : Dick Britton
- 1993 : For Their Own Good d'Ed Kaplan : Clark Thompson
- 1994 : Délit d'amour (Beyond Betrayal) de Carl Schenkel : Ray Pasquerello
- 1994 : Blind Justice de Richard Spence : Spencer Heyman
- 1995 : Awake to Danger de Michael Tuchner : Détective Brickman
- 1996 : Norma Jean and Marilyn de Tim Fywell : Mr Kimmel
- 1999 : Unité spéciale - Une femme d'action (ATF) de Dean Parisot : Ben Walker
- 2004 : Plainsong de Richard Pearce :

## Voix francophones
En France, Philippe Catoire est la voix la plus régulière de Michael O'Neill. Guy Chapellier l'a également doublé à deux reprises.
Au Québec, Benoît Rousseau l'a doublé deux fois.